# لکسی پاتر
لکسی پاتر (انگلیسی: Lexi Potter؛ زادهٔ ۱۷ اوت ۲۰۰۶) بازیکن فوتبال اهل انگلستان است که در پست هافبک برای باشگاه کریستال پالاس در لیگ قهرمانی زنان انگلستان به صورت قرضی از چلسی بازی می‌کند.
وی همچنین در تیم‌های ملی فوتبال زیر ۱۷ سال زنان انگلستان و زیر ۱۹ سال زنان انگلستان بازی کرده است.